# 221 PLM 2991 à 3000
Les 221 PLM 2991 à 3000 étaient des locomotives à vapeur de vitesse construites pour la Compagnie du chemin de fer Paris-Lyon-Méditerranée.

## Genèse
Elles furent construites par la société Baldwin Locomotive Works de Philadelphie aux États-Unis et livrées en 1902.

## Utilisation et service
Elles étaient destinées à la remorque de trains de voyageurs. Elles ne connurent pas une longue carrière car elles étaient radiées au début des années 1920.
Des locomotives similaires furent livrés à la Compagnie du chemin de fer de Paris à Orléans et à l'Administration des chemins de fer de l'État.

## Caractéristiques
- Pression de la chaudière : (15 MPa)
- Surface de grille : 3,25 m2
- Surface de chauffe : 177 m2
- Diamètre et course des cylindres : 430 mm × 660 mm
- Diamètre des roues du bogie avant : 908 mm
- Diamètre des roues motrices : 2 120 mm
- Diamètre des roues du bissel arrière : 1 359 mm
- Masse à vide : 59,3 t
- Masse en ordre de marche : 65 t
- Masse adhérente : 33,2 t
- Masse du tender en ordre de marche : ?? t
- Longueur totale : 11,6 m
- Vitesse maxi en service : ?? km/h